# Aprendices de la Fábrica de Trubia (escultura)

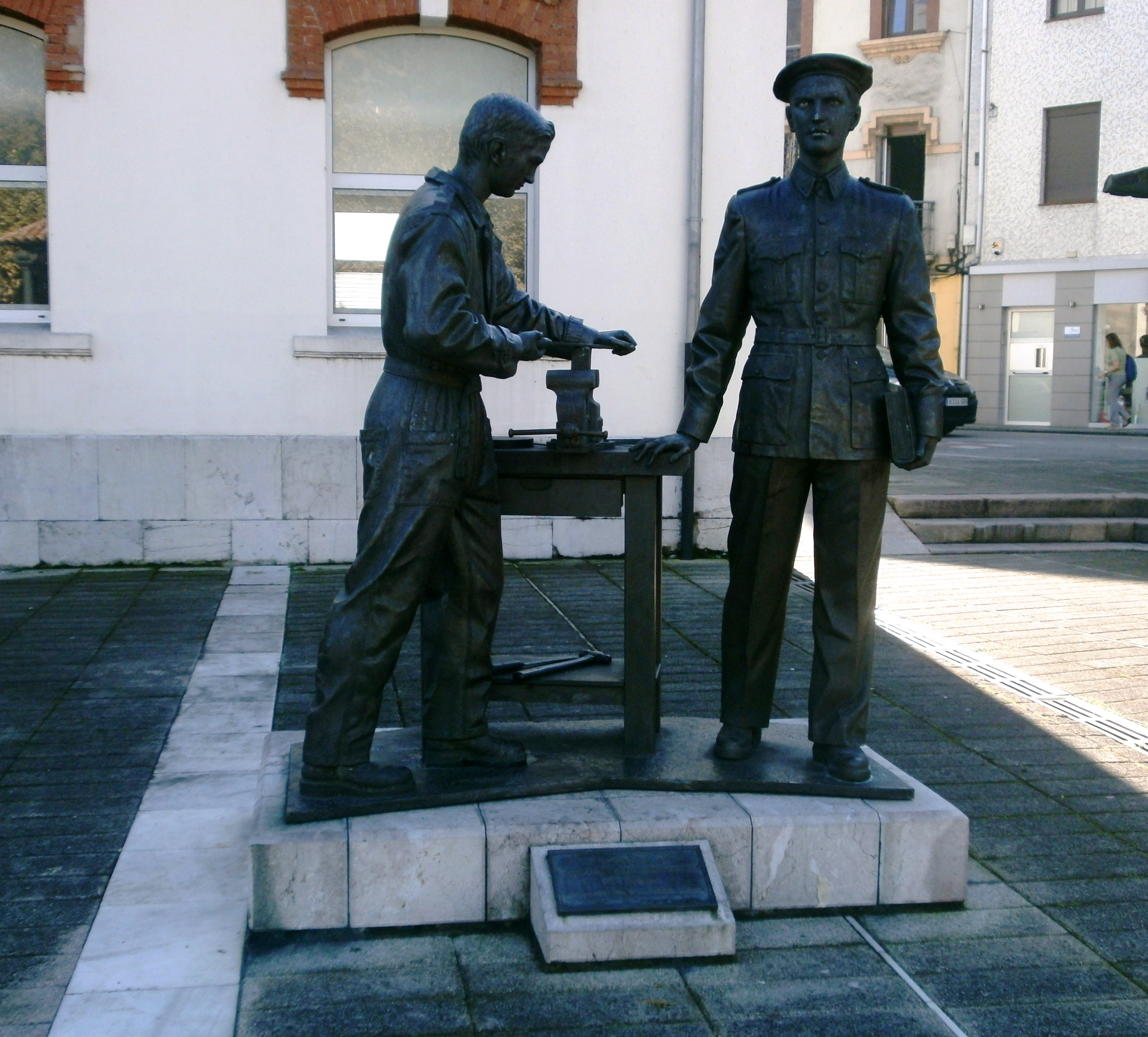
Vista del grupo

La escultura urbana conocida por el nombre Aprendices de la Fábrica de Armas de Trubia, ubicada en la plaza General Ordóñez (Trubia), en la ciudad de Oviedo, Principado de Asturias, España, es una de las más de un centenar que adornan las calles de la mencionada ciudad española.
El paisaje urbano de esta ciudad,  se ve adornado por  obras escultóricas, generalmente monumentos conmemorativos dedicados a personajes de especial relevancia en un primer momento, y más puramente artísticas desde finales del siglo XX.
La escultura, hecha en bronce, es obra de Félix Alonso Arena, y está datada en 2001.
La primera escuela de formación profesional que se abrió en España fue la Escuela de Formación Profesional Obrera de Trubia, localidad del concejo asturiano de Oviedo, que se  instaló  el  7 de enero de 1850, gracias a la labor del director Francisco Antonio Elorza y Aguirre.
Trubia fue una de las localizaciones más importantes de la industria metalúrgica de Mieres, Langreo y Oviedo, y de su escuela salieron tanto la base como así como los expertos de primer orden en cualquier actividad mecánica durante muchas décadas.
Por ello, el Ayuntamiento de Oviedo quiso reconocer su gran labor, y encargó a Félix Alonso Arena este conjunto escultórico, que se inauguró en julio de 2001. Es una pieza,  de unos  600 kilos, que representa  un joven aprendiz limando una pieza que está sujeta a la  mesa de trabajo, en la que se apoya el profesor, quien está vestido con uniforme militar, sujetando con su mano izquierda un libro.